# Brucknerallee 218 (Mönchengladbach)

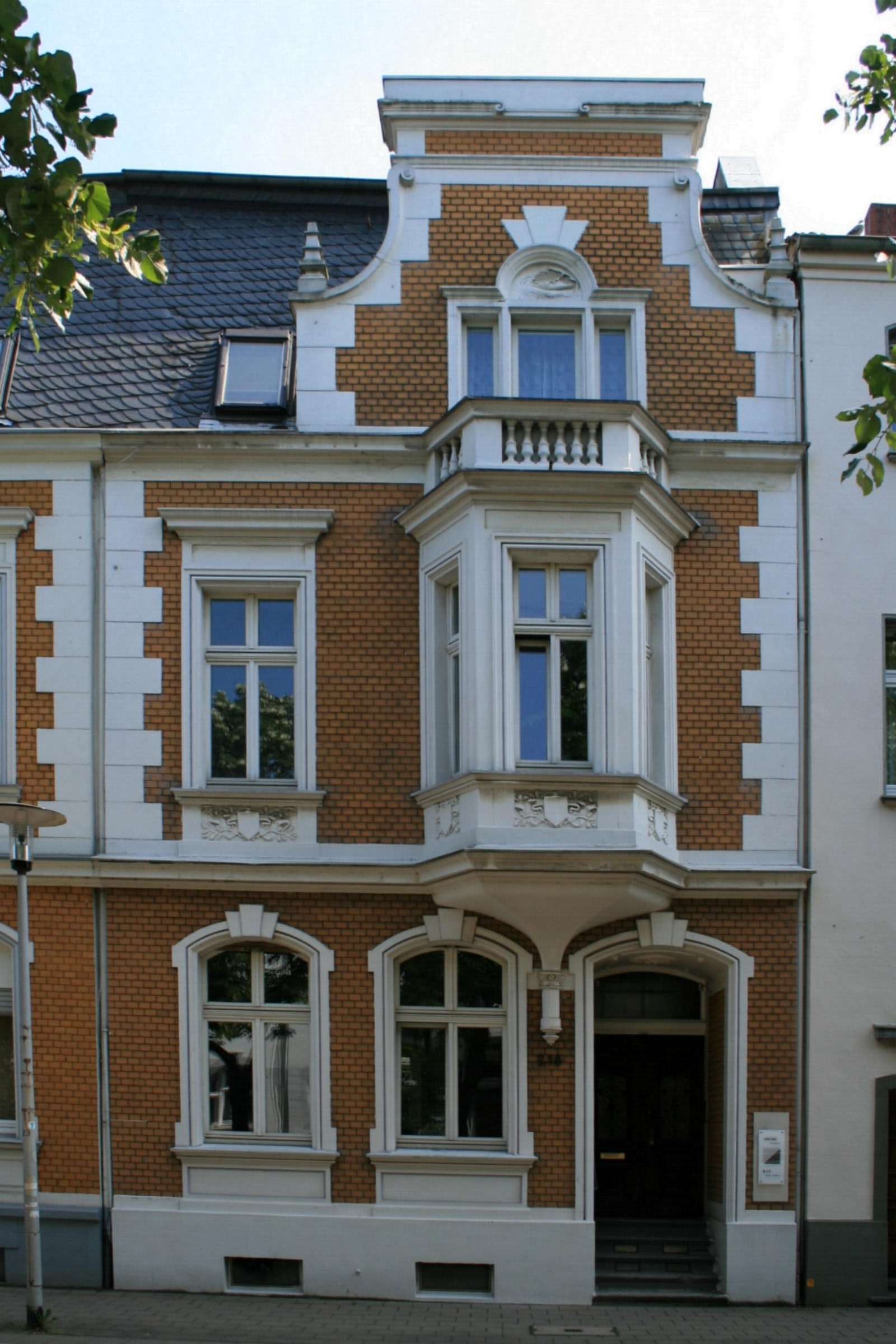
Wohnhaus (2010)

Das Wohnhaus Brucknerallee 218 steht im Stadtteil Grenzlandstadion in Mönchengladbach (Nordrhein-Westfalen).
Das Gebäude wurde 1901/02 erbaut. Es ist unter Nr. B 107 am 2. März 1989 in die Denkmalliste der Stadt Mönchengladbach eingetragen worden.

## Architektur
Das Haus Nr. 218 wurde 1901/1902 als rechte Hälfte eines symmetrischen Doppelhauses als zweiachsiges, zweieinhalbgeschossiges sowie traufenständiges Gebäude errichtet und ist mit einem Satteldach bekrönt.
Als Bestandteil der historischen Bautengruppe 212–224, die von der ursprünglichen Gestalt dieser Straße zeugt, als Pendant zu Nr. 220 und aufgrund von Grundriss und Ausstattung ist das Gebäude erhaltenswert.